# プロ野球ナイトゲーム中継 (日本短波放送)
プロ野球ナイトゲーム中継（ぷろやきゅうないとげーむちゅうけい）は、日本短波放送（ラジオたんぱ）において、1954年-1962年、及び1977年-1989年に放送されていたプロ野球中継である。

## 概要
第1回目のナイター中継の放送は日本短波放送開局の翌日、1954年（昭和29年）8月28日に後楽園球場で行われた「大映スターズ対西鉄ライオンズ」の試合だった。この試合と、翌日の8月29日に大阪スタヂアムで行われた「大洋松竹ロビンズ対読売ジャイアンツ」の2試合で、NSBの開局セレモニーを行うという試みを行った。なお後者は新日本放送（現・毎日放送、MBSラジオ）からの裏送りだった。
このセレモニーでは後楽園では大映の女優、大阪では大阪松竹歌劇団（現・OSK日本歌劇団）の面々がプラカードをもって入場し、防衛庁音楽隊演奏の行進曲をバックに、当時のNSB社長や両チームの選手が入場するというものだった。
第1期である1950年代-1960年代は本格的なプロ野球ナイトゲーム（ナイター）が実施されるようになるが、やはり黎明期にあった中波民間放送では特に人気番組がナイターの当該時間帯に組まれる編成の関係で連日のナイター放送は行われておらず、短波による全国放送を行うNSBが日本初の本格的な試みとして、連日ナイトゲームの試合から好カードを選んで試合開始から終了までの完全放送が行われた（当時のナイター放送の時間の基本放送時間は午後7時から原則として9時30分までの2時間半としたが、新聞発表では試合の進行状況に応じて「9時45分、ないしは10時まで延長する」とした試合もあり、当時から、試合の延長に対応したオプションにも臨機応変に対応していた。また全試合が薄暮を含むデーゲームである場合でも、当日の実況音源を録音中継する体裁をとっていた）。
またリスナー参加型番組を標榜し、プレゼントクイズや、中高生対象の「アマチュアアナウンサー」による実況、更に審判団にワイヤレスマイクロフォンを付けてもらうなど、ラジオならではの革新的なアイデアを取り入れた。またいわゆるナイターオフシーズンと呼ばれる年度下半期も、スポーツニュースやキャンプだよりを放送するなどして、野球ファンのニーズに応える放送を提供した。ちなみに、オフシーズンのフォローを行うという方針は関東以外の中波局に影響を与えただけでなく、自局のもう一つの看板スポーツ中継『中央競馬実況中継』にも非開催日の競馬関連番組放送という形で取り入れられ、2020年現在の『競馬が好きだ!』まで受け継がれている。
当時、短波の受信機は高価であったことから、リスナーはこの野球中継を聞くために短波放送受信機のキットを製作したり、また中波ラジオにNSBの放送を受信できる廉価な簡易型受信装置「NSBチューナー（NSBコイルとも）」を取り付けて受信するなどの創意・工夫が行われた。その後本格的な短波受信機や、短波受信機用の受信強化用外付け回路「NSBクリスター（NSBクリスタルとも）」が発売されるようになり、NSBのナイター中継は野球ファンに重宝された。
しかし、中波各局がナイターの定時放送化を進めたため、1962年（昭和37年）のシーズンをもってNSBでのナイター放送は一旦終了する。それでも野球ファンのリスナーからの中継復活要望が殺到し、それを受けて、NSBは1963年8月、遠方の海洋地域や国外で暮らす日本人などのニーズに応える目的で「プロ野球ハイライト」と題した10分のミニ番組を放送したことがあった。
1977年（昭和52年）5月5日の巨人-大洋戦（後楽園）から野球中継を再開。この時の解説は清原初男、ゲストは毒蝮三太夫であった。翌1978年（昭和53年）はラジオ関東（現・アール・エフ・ラジオ日本）『ジャイアンツナイター』の開始に伴い在京の他の民放中波局で巨人戦の放送が出来なくなったが、NSBは巨人戦中継を継続でき、短波帯での全国放送という局の性格もあって一時的にリスナーを増やすことができた。
1980年（昭和55年）には若者のリスナーから、「野球のナイター中継を面白くするには何がいいか」というアンケートを募集し、英語と日本語を交互に放送するラジオ版「二か国語放送」の実況を試みたことがあった。
1983年のオールスターゲーム第2戦（西宮）では英語で中継し、実況をFENなどで活躍していたウェイン・S・グラシック、解説を南海外野手のジム・ライトルが当たり、ロサンゼルスKGIL局とホノルルK200局に同時ネットされた。
1986年（昭和61年）以降は「たんぱストレートナイター」や、「輝け!!ジャイアンツ」を土曜日18:30-21:00の枠で放送していたことがあった。

しかし、『中央競馬実況中継』でJRA全場全レースの公式の実況を引き受けるようになったことや、証券市場の土曜完全休場化に伴い土曜午前のレースも完全放送ができるようになったことを受け、ラジオたんぱは競馬中継に人員や体制を集中させることにし、1989年（平成元年）のシーズン終了をもってプロ野球の放送から完全撤退した。
この番組が廃止されて以後、現在のラジオNIKKEIに至るまでプロ野球中継は行われていないが、2012年から不定期の特番としてパシフィック・リーグを題材にした「パ・リーグラジオ」が放送されている。

## 主な中継実績
- オールスターゲーム：1955年 - 1962年、1978年 - 1985年（1955年のみ当日のデーゲームを収録した中継録音、その他は生中継）放送した。
- 日本選手権シリーズ：1954年、1958年

## その他
- 日本でも経営基盤の不安定な球団が、観客が減る恐れがあるとしてナイター中継を球団本拠地の放送エリアの放送権を与えない（対戦相手側の本拠地へは裏送りで生中継する）「ブラックアウト」と呼ばれる政策を取った時代があった。広島県でも広島カープの主催試合が「ブラックアウト」とされ、中国放送（RCC）（当時・ラジオ中国）が、ナイター開催日の23時台に「今日のカープ」と題した30分のハイライト中継番組、翌日朝8時からは「カープ朝刊」と題した解説者による前日の試合評のミニ番組（5分）を生中継の代わりに放送したことがある。この際、対戦相手の局にRCCが裏送りした音源を使用すると球団からギャラを数千円程度請求されることから、コスト節約のためRCCのハイライト番組は当時実況中継を製作していたNSBから音源の提供を受けて使用したといわれている。この「ブラックアウト」は1963年ごろ解消されている[6]。

- 1957年のオールスターは、2試合とも中日球場で予定されていたが、雨天中止・順延が繰り返し、多くの民放が中継から撤退する羽目になり、NSBも中継スタッフの予算経費が底をついてしまったため、一時中止をするように指示が出たものの「ナイターのNSBがこれぐらいのことで、中継中止することはできない」として、放送を強行したという逸話がある[2]。

## 出演者

### 解説
- 飯島滋弥（1956年 - 1959年）
- 伊藤庄七（1956年 - 1961年）
- 入谷正典（1957年 - 1961年）
- 大島信雄（1956年 - 1959年）
- 金子家基（出演当時、日本経済新聞社運動部長）
- 金政卯一（日本プロ野球発足時の審判の一人）[7] [8]
- 清原初男（1954年 - 1962年、1977年）
- 後藤次男（1960年 - 1962年）
- 小西得郎（1954年）
- 西本幸雄（1961年）
- 湯浅禎夫（1954年）

以下は「たんぱストレートナイター」「輝け!!ジャイアンツ」時代に出演
- 秋本祐作（在任中に日本プロゴルフ協会公認のプロゴルファーとなる）
- 宇野光雄
- 大石弥太郎（1981年）
- 北川芳男
- 遠井吾郎（1979年）
- 土井正博（1982年 - 1984年）
- 矢沢正

### 実況
日本短波放送のもう一つの看板スポーツ番組『中央競馬実況中継』と兼任のアナウンサーは少なかった。
- 明海健
- 安西正光
- 池本弘三 - 1980年代の『ストレートナイター』を担当。
- 石倉健夫
- 宇井昇
- 白川次郎 - 1968年（昭和43年）入社。競馬兼任。2005年（平成17年）定年後も2014年（平成26年）まで中央競馬実況中継に出演。
- 高橋信雄
- 田島喜男 - 1961年（昭和36年）入社。競馬兼任。1975年（昭和50年）ラジオ関東へ移籍。
- 長岡一也 - 1961年（昭和36年）入社。競馬兼任。1987年（昭和62年）退社してフリーになる。
- 宮和夫 - 1954年（昭和29年）開局と同時に入社。1967年（昭和42年）東京12チャンネルに移籍。